# しょうざん光悦芸術村

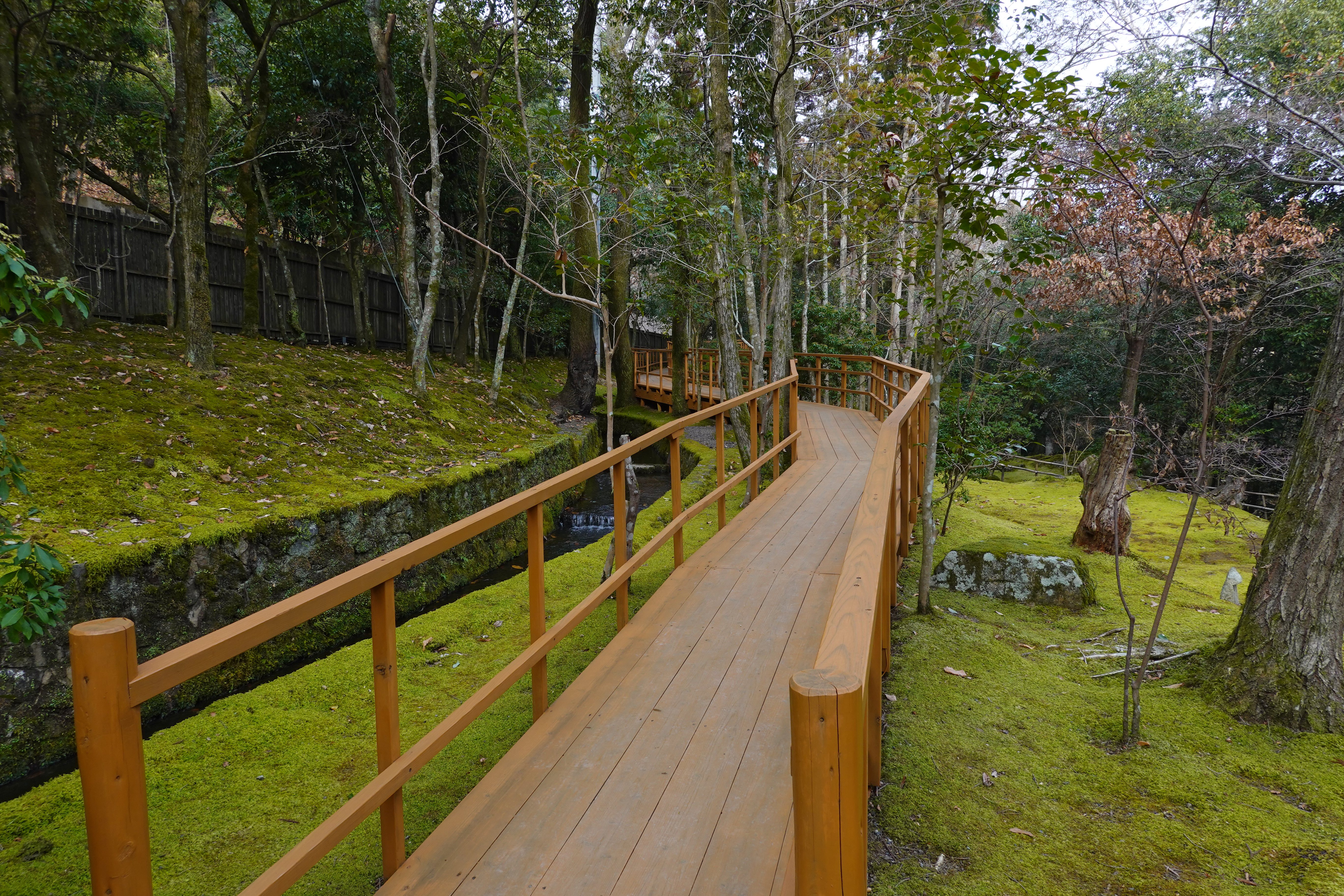
南庭

しょうざん光悦芸術村（しょうざんこうえつげいじゅつむら）は京都市北区鷹峯にある日本庭園を核とする複合リゾート施設である。株式会社しょうざんが運営し、しょうざんリゾート京都、しょうざん庭園とも呼ばれるようになった。
西陣織業「しょうざん」の創業者・松山政雄がかつて京都鷹峯にあった本阿弥光悦芸術村跡地に昭和26年から昭和40年代にかけて造営した回遊式日本庭園（北庭・南庭）を始まりとする。以来、紙屋川沿いおよび庭園内に由緒ある建築物の移築を進め、料亭・レストランなどに活用している。リゾート施設は2014年に会員制リゾート、2021年には外資系ホテルが開業した。

## 建築物
- 鷹峯御土居 - 国指定史跡
- 千寿閣 - 日本画家・鈴木松年旧邸、明治期竣工
- 紫峰邸 - 日本画家・榊原紫峰旧邸、昭和14年（1939年）竣工、昭和30年（1955年）移築
- 松峰邸 - 明治期竣工の京町屋
- 峰玉亭 - 昭和40年（1965年）頃竣工、書院造、数寄屋意匠
- 茶室「玉庵」- 昭和39年（1964年）頃、大徳寺から移築
- 聴松庵 - 裏千家十一世家元・千宗室（精中、玄々斎）設計の茶室
- 酒樽茶室 - 2棟
- 湧泉閣
- 福徳門

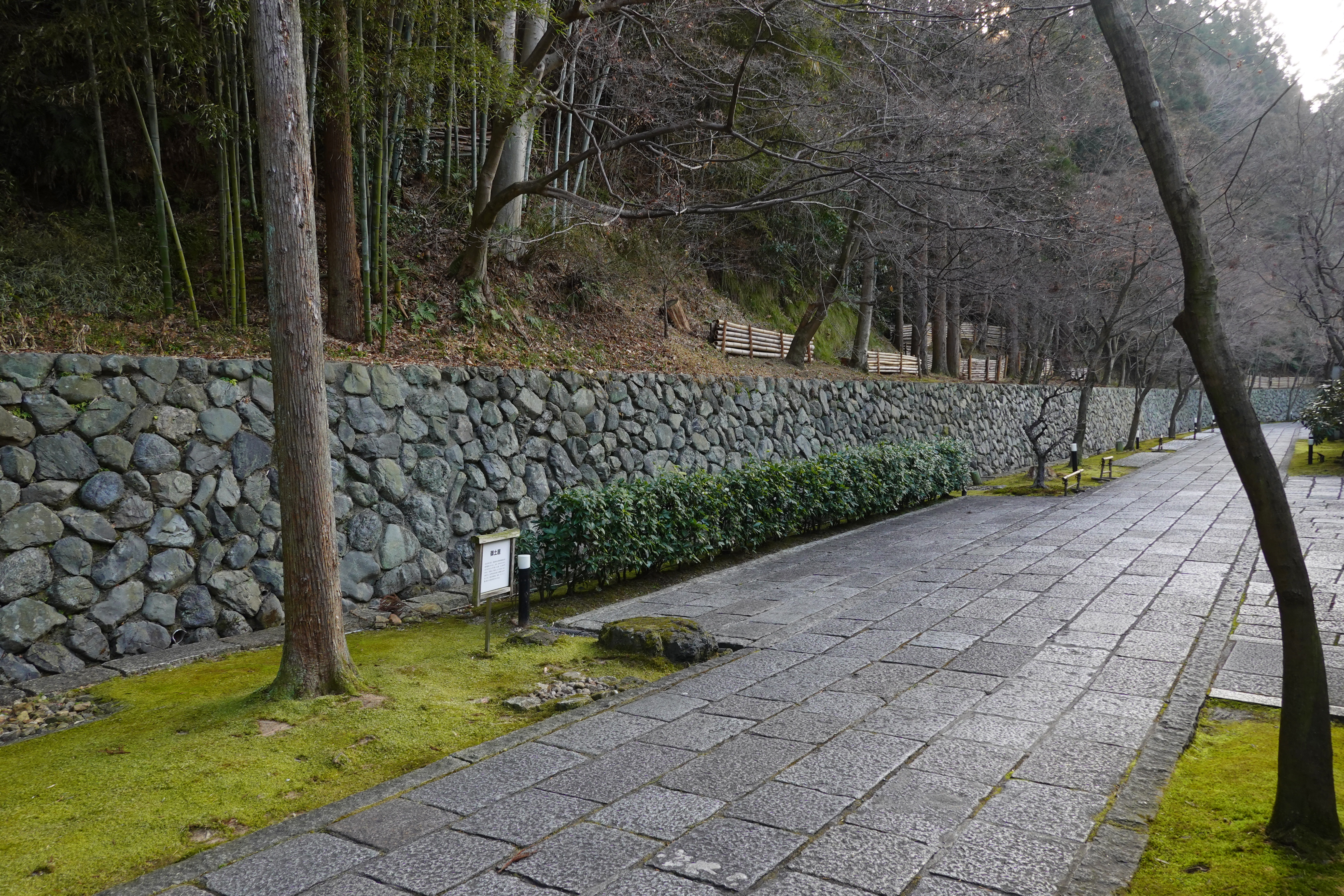
鷹峯御土居
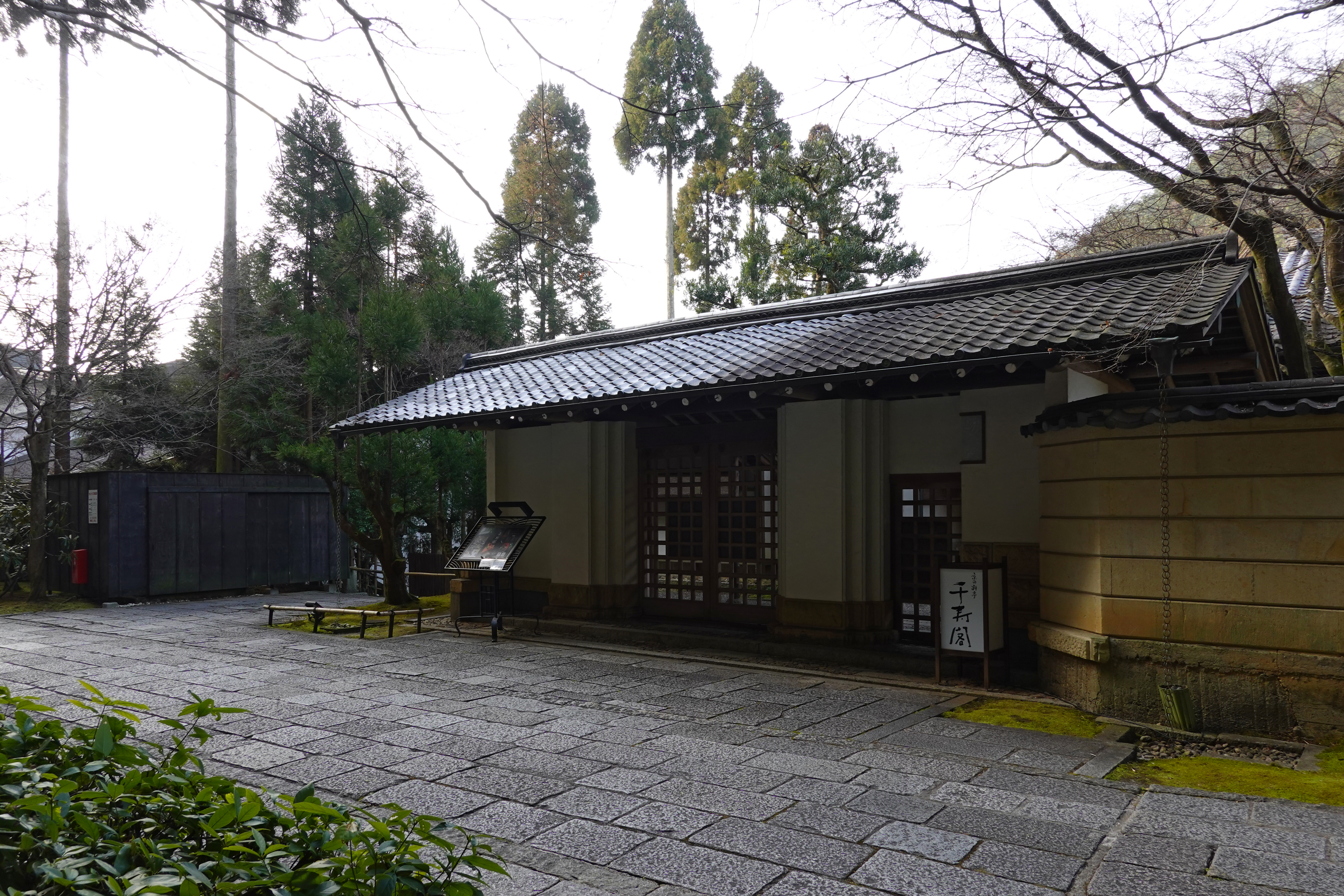
千寿閣
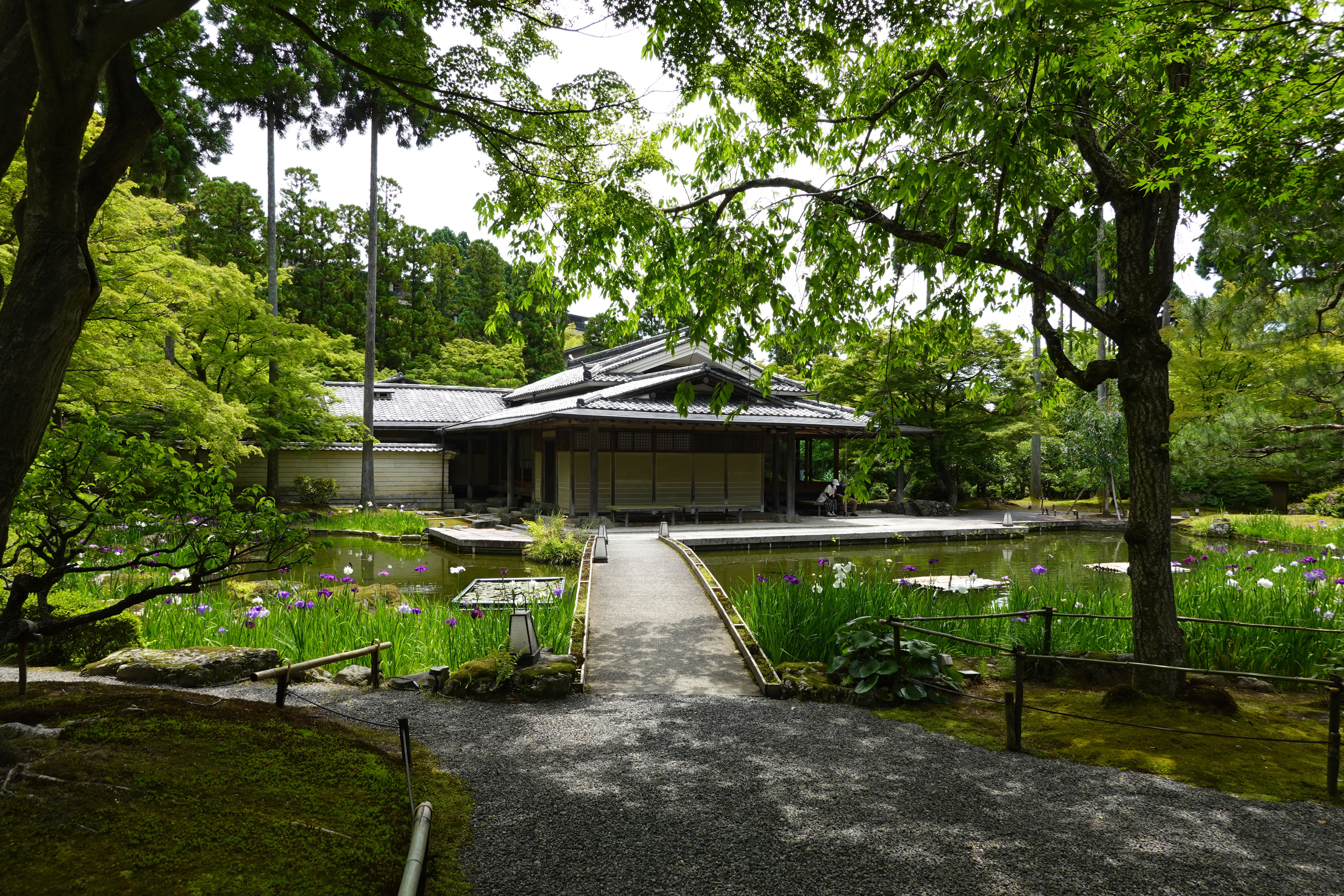
峰玉亭
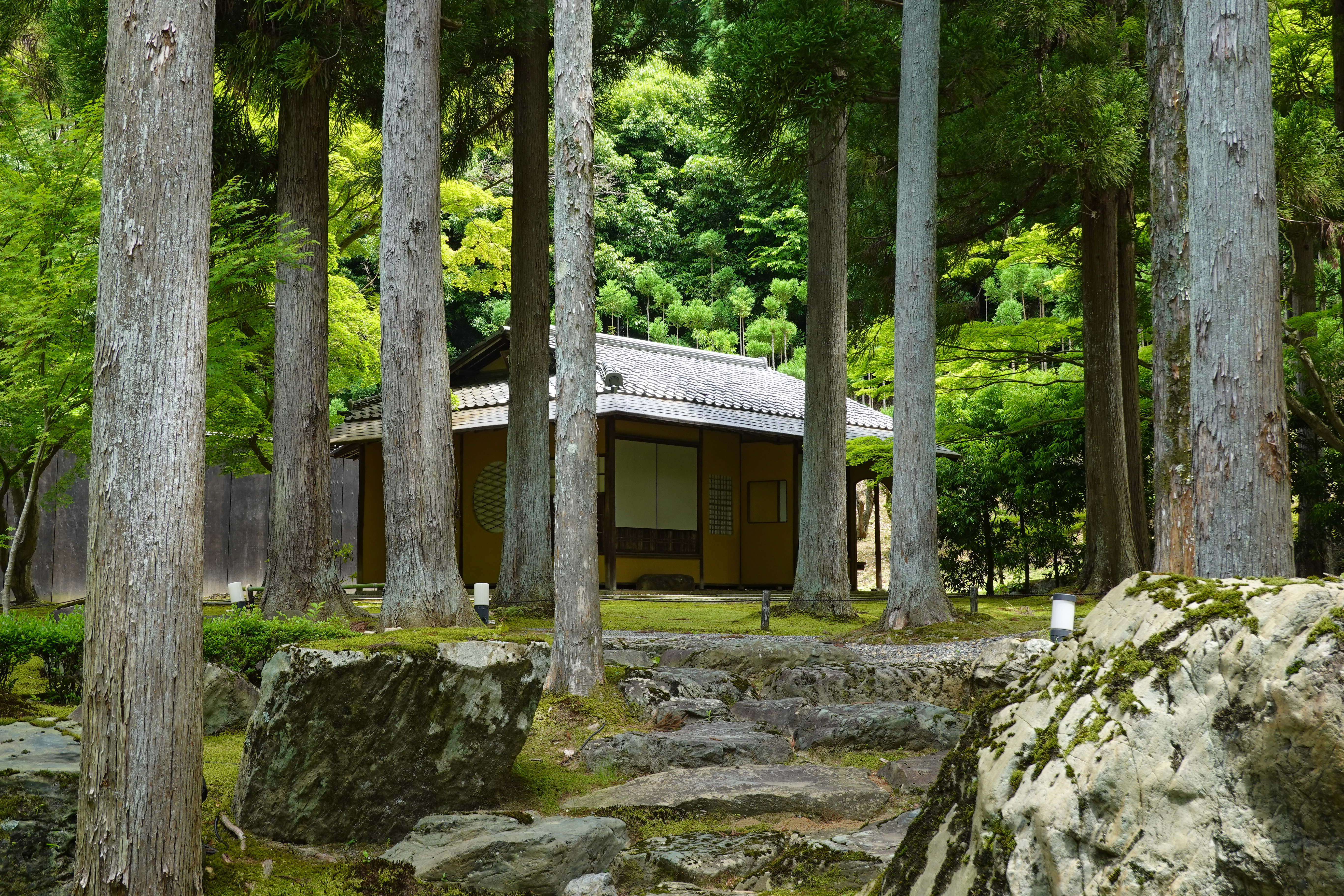
茶室「玉庵」
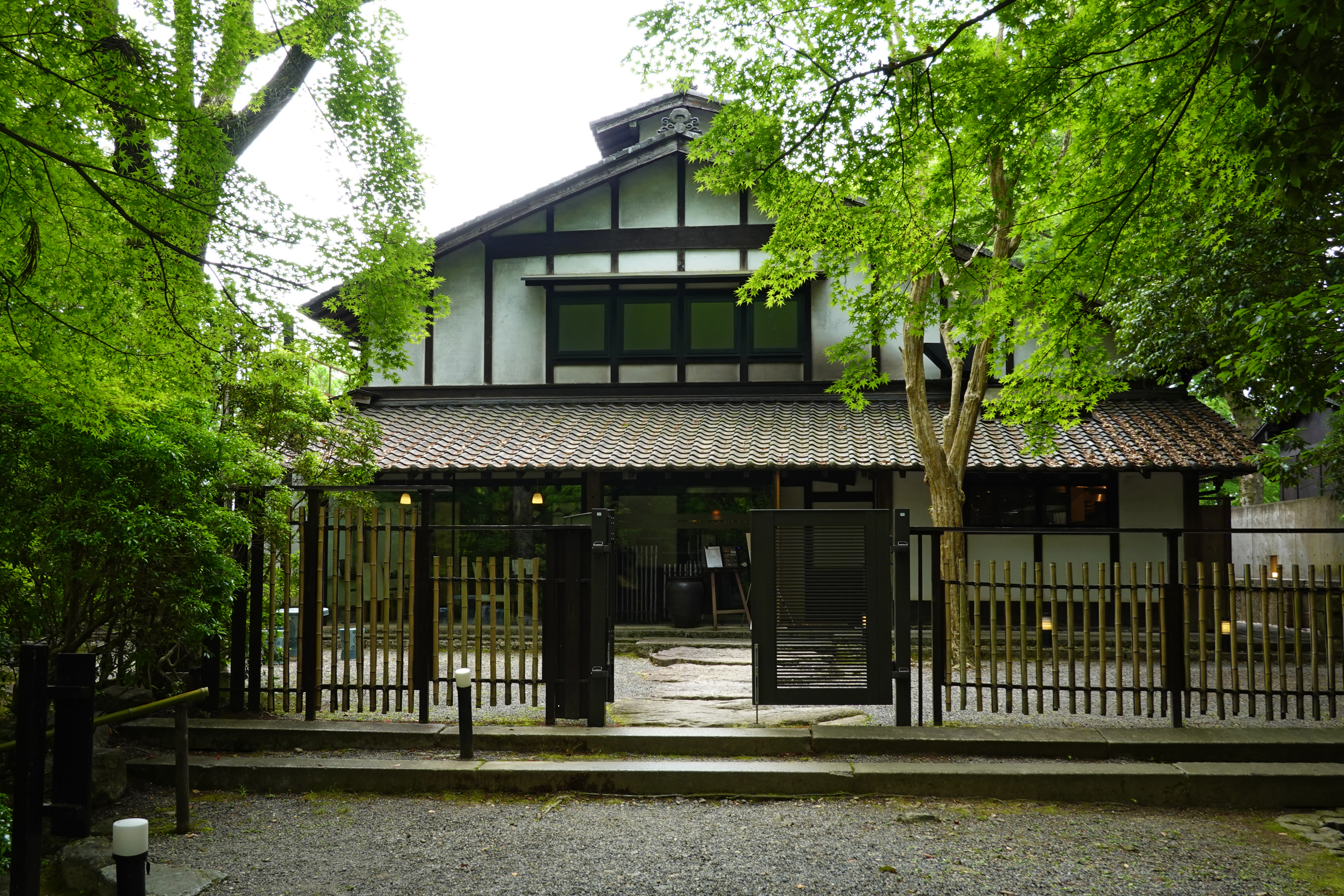
松峰邸
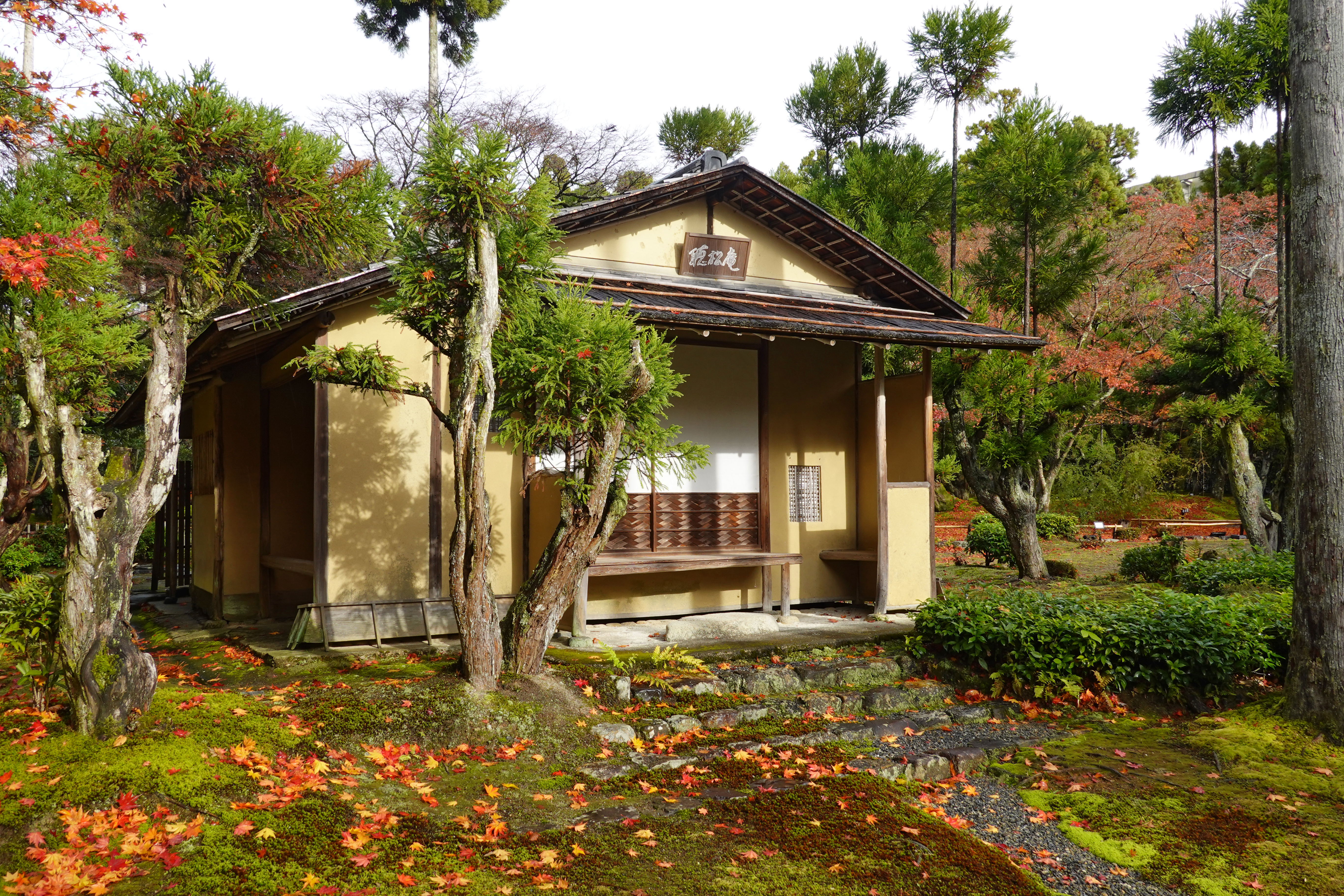
聴松庵
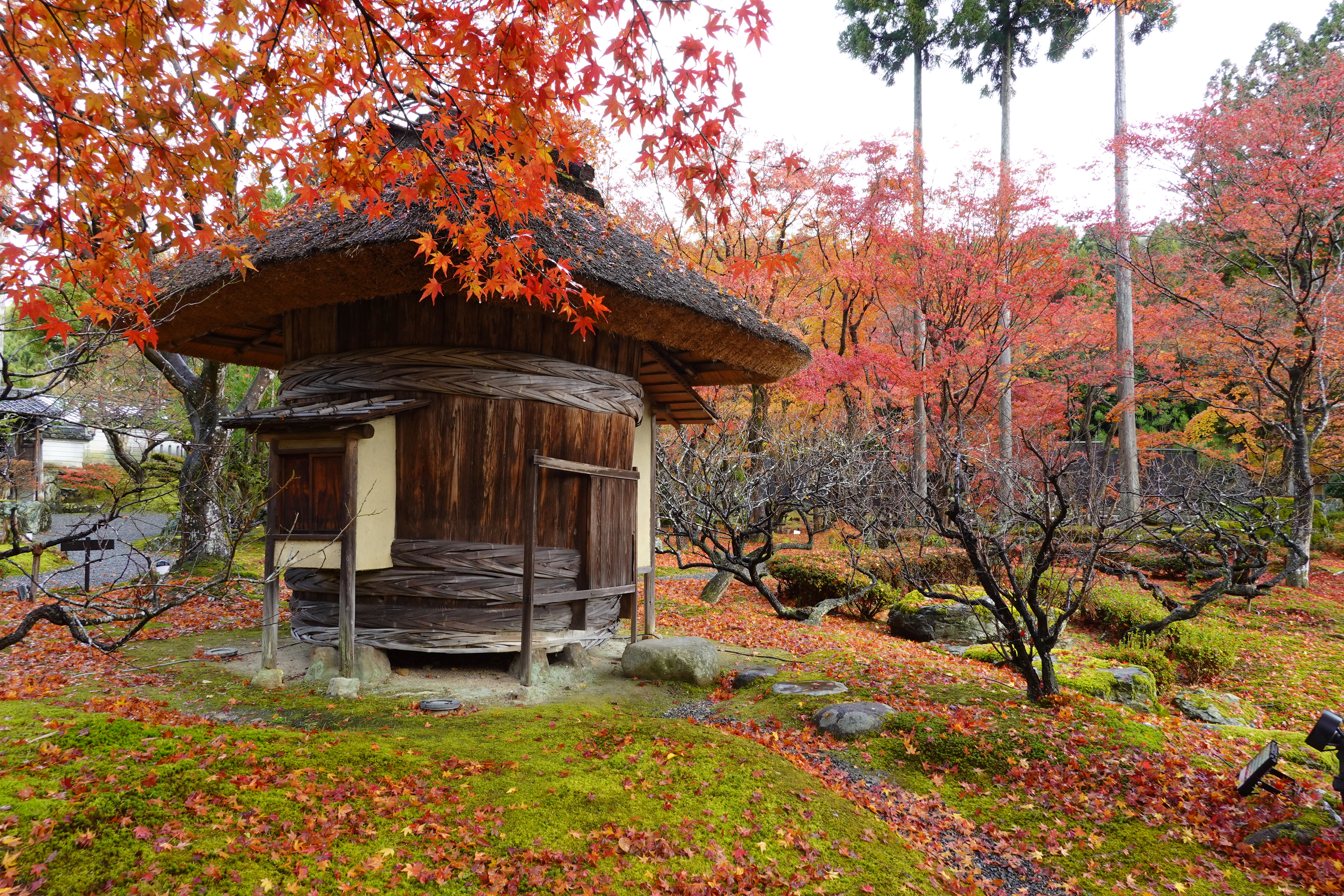
酒樽茶室1
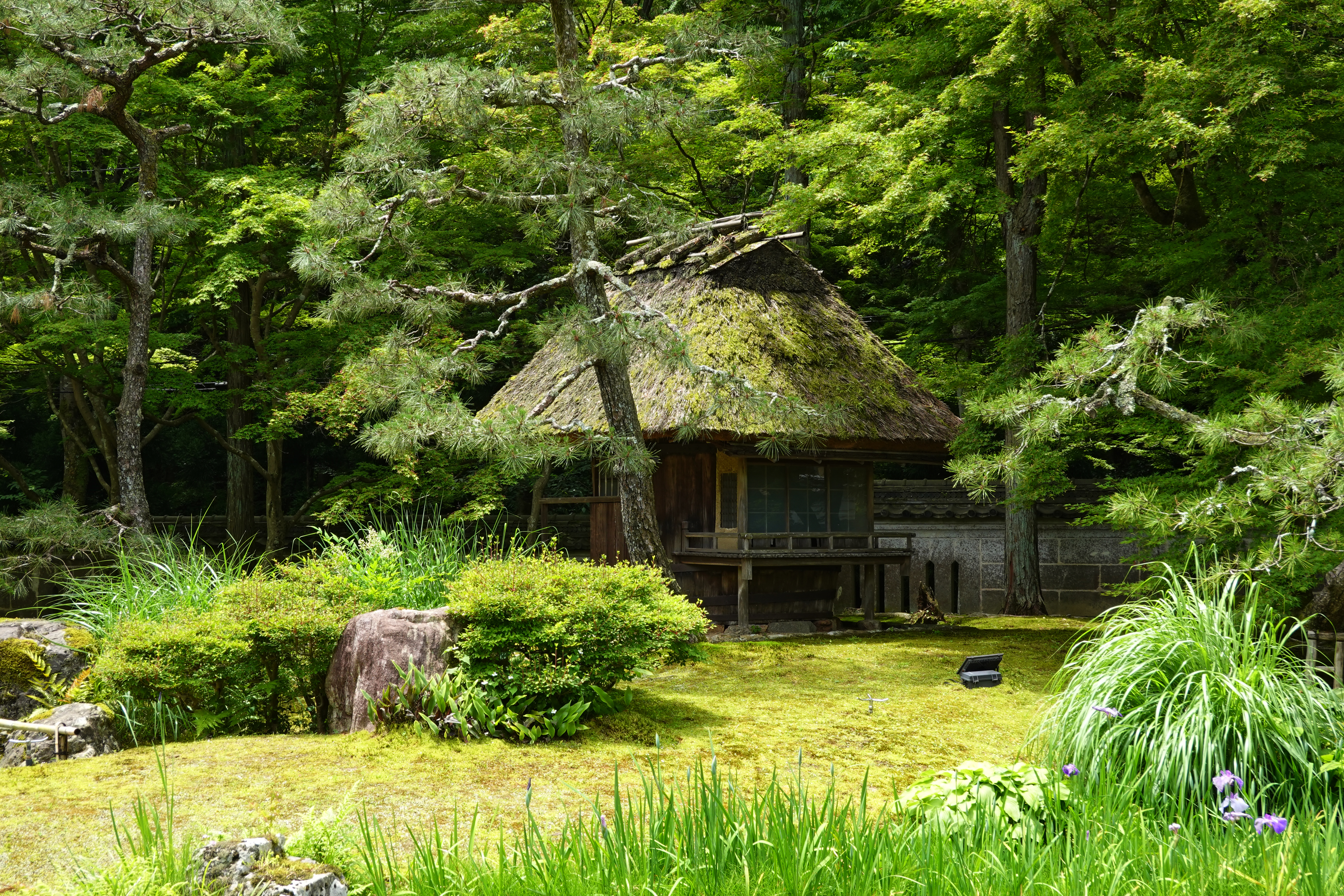
酒樽茶室2

## リゾート施設など

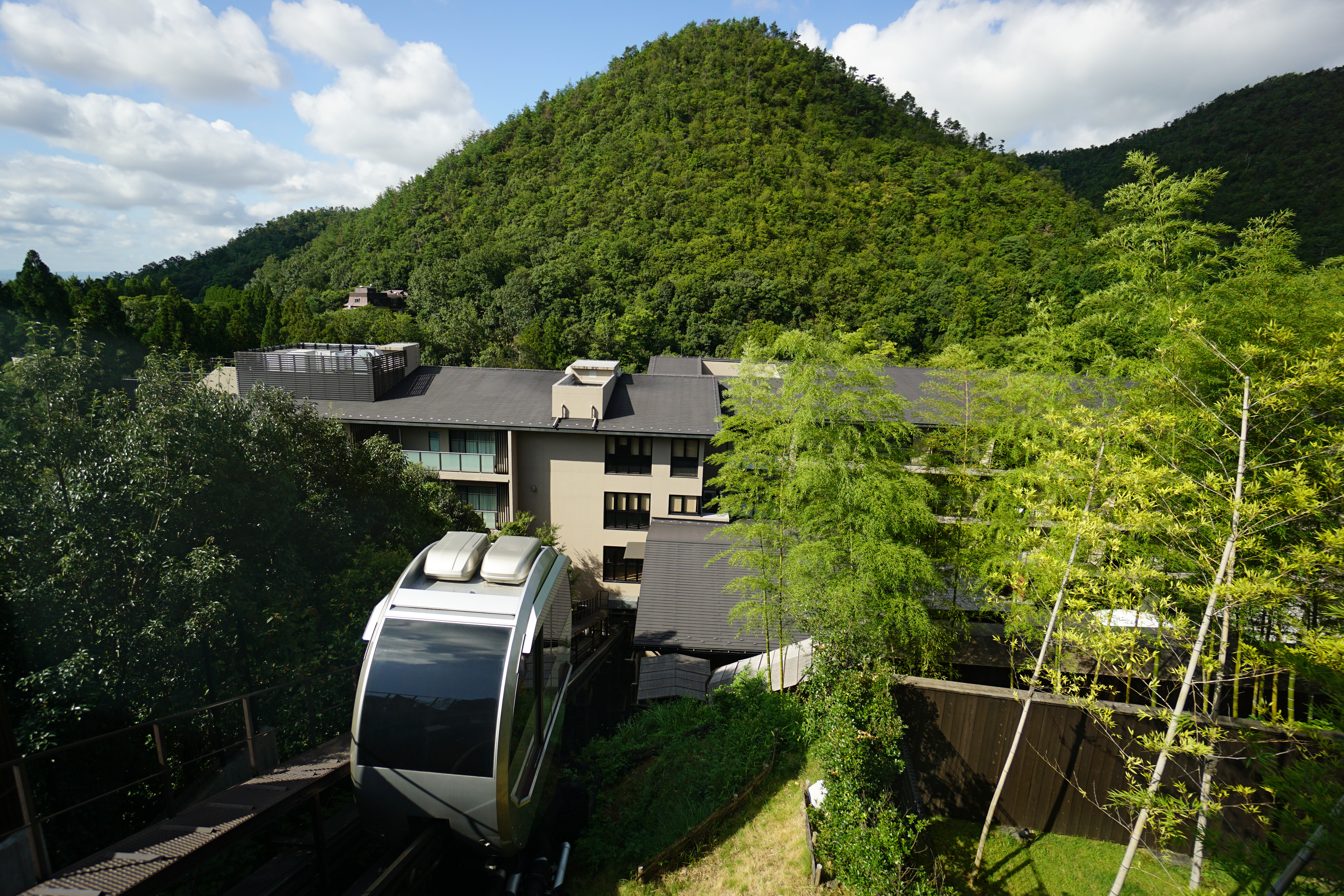
東急ハーヴェストクラブ京都鷹峯&VIALA
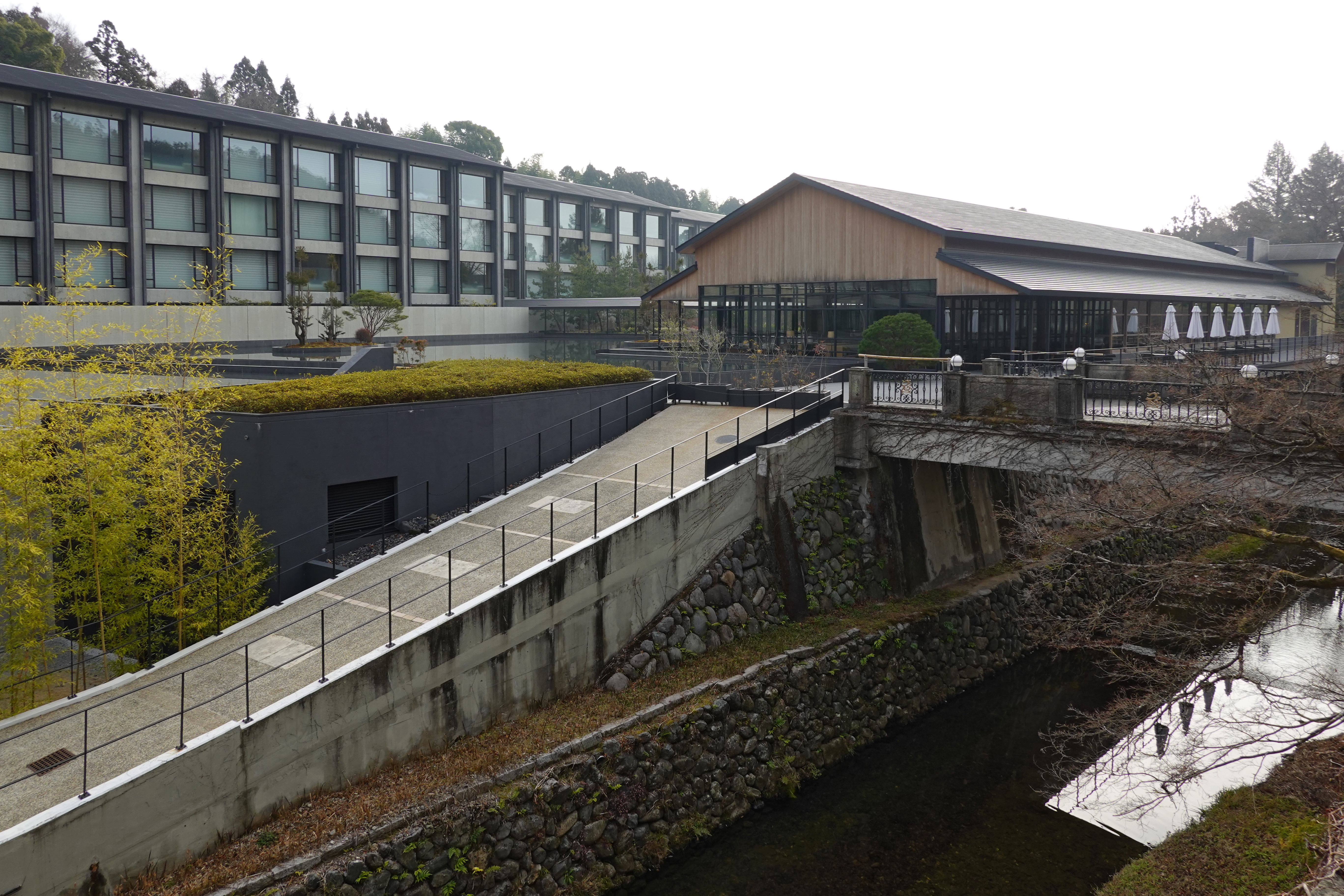
ROKU KYOTO, LXR Hotels & Resorts
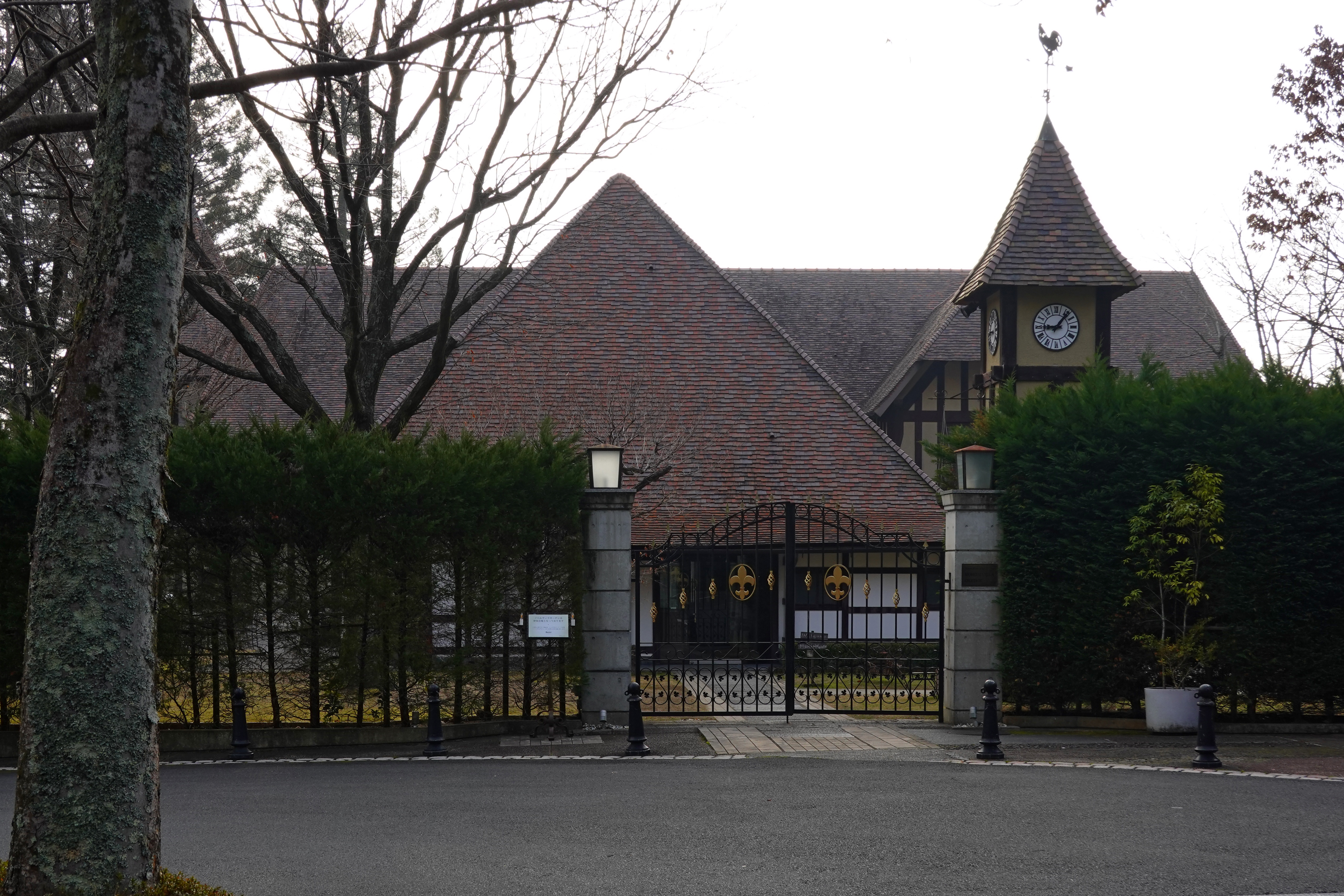
ノヴェルヴィラガーデン
- 染織工芸館

- 東急ハーヴェストクラブ京都鷹峯&VIALA
- ROKU KYOTO, LXR Hotels & Resorts
- ノヴェルヴィラガーデン

## 利用情報
- 開園時間（しょうざん北庭） - 9時 - 17時

## 交通アクセス
- 京都駅から京都市バスで40分、「土天井町」バス停下車、徒歩すぐ

## 周辺情報
- 源光庵 - 徒歩8分
- 常照寺 - 徒歩9分
- 光悦寺 - 徒歩9分
- 佛教大学紫野キャンパス - 徒歩14分
- 金閣寺 - 徒歩20分
- 大徳寺 - 徒歩23分